# 副島廣之
副島 廣之（そえじま ひろゆき、1913年 - 2007年）は、昭和・平成時代の神職、政治活動家。明治神宮権宮司。「日本を守る会」と「日本を守る国民会議」の両団体の初代事務総長を務め、日本会議に連なる保守運動に挺身した。

## 来歴
広島県広島市生まれ。佐賀藩の須古鍋島家の家臣の副島家に生まれる。父親の副島知一は副島家第13代に当たる。1934年、國學院大學神道部を卒業した。
熊野那智大社、坐摩神社に勤めたのち、1940年に明治神宮に入った。1945年4月の空襲で本殿が焼失すると、戦後、御社殿の戦災復興募金活動や御社殿の復興に尽力したとされる。明治神宮の権宮司をつとめるとともに明治神宮崇敬会の事務局長、理事長、副会長として組織の発展に貢献した。
1974年4月2日、朝比奈宗源（円覚寺住職）、富岡盛彦（富岡八幡宮宮司）、谷口雅春（生長の家総裁）らが中心となり、日本会議の源流の一つとなる「日本を守る会」が結成された。事務所は明治神宮会館に設置され、副島は事務総長に就任した。同年5月4日、朝比奈、富岡などの代表委員、事務総長の副島らは首相官邸で田中角栄首相と面会。愛国心の昂揚、天皇の尊厳護持、国歌・国旗・元号の法制化、宗教的情操を基本にした道徳教育の振興、教育の正常化に関する要望書を提出した。
1978年7月18日に「元号法制化実現国民会議」が結成される際、副島や小田村寅二郎らは、日本青年協議会の椛島有三に事務局長を依頼した。
1981年10月27日、元号法制化実現国民会議が改組され「日本を守る国民会議」が発足すると、副島は事務総長に就任した。
そのほか、世界宗教者倫理会議事務総長、世界連邦日本宗教委員会議長、文部省宗教法人審議会委員、日本会議代表委員などを務めた。